# گیاه‌خواری بر پایه کشور

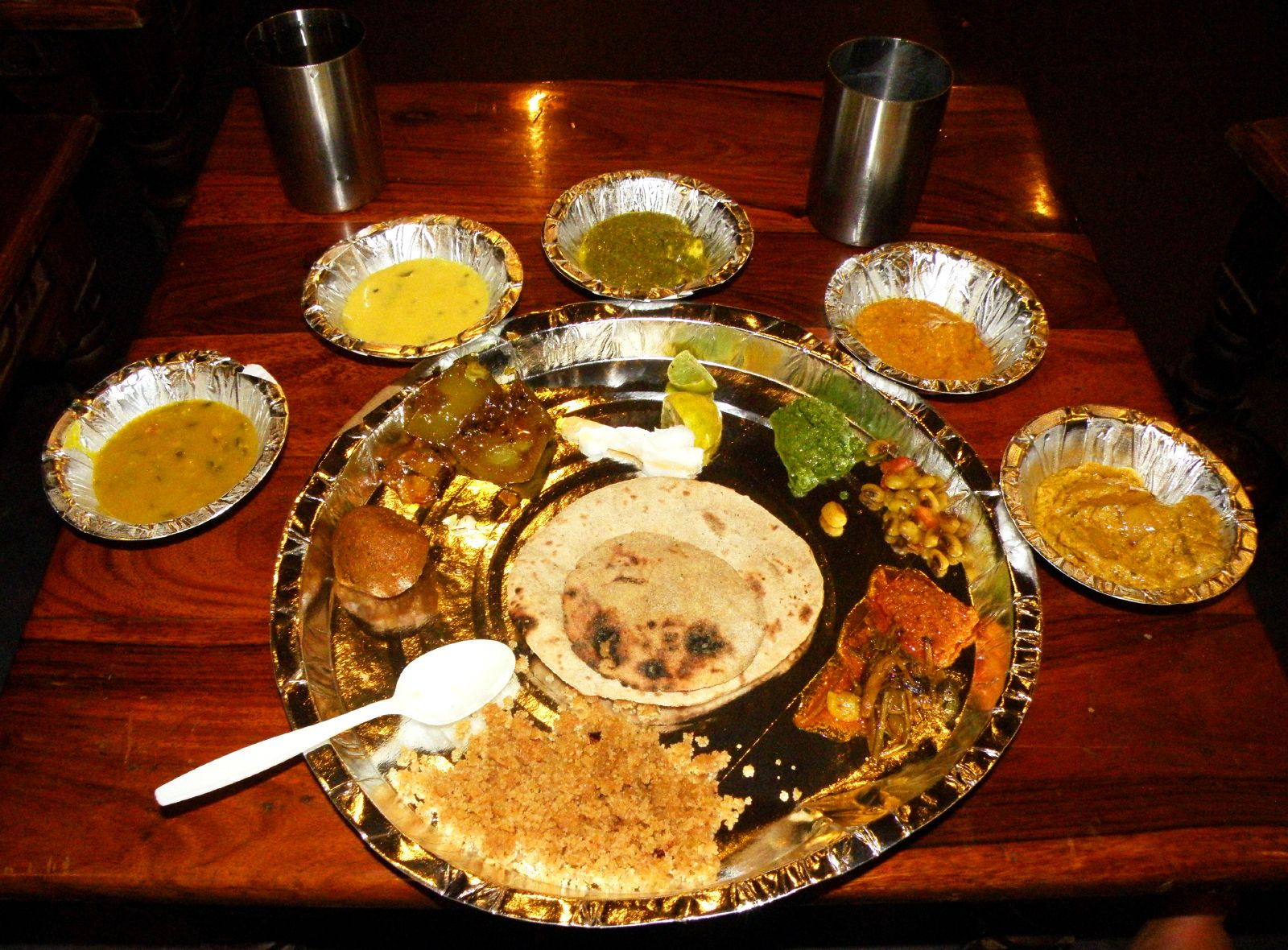
تالی گیاهی در راجستان هند. آشپزی هندی طیف گسترده‌ای از غذاهای لذیذ گیاهی را تشکیل می‌دهد.

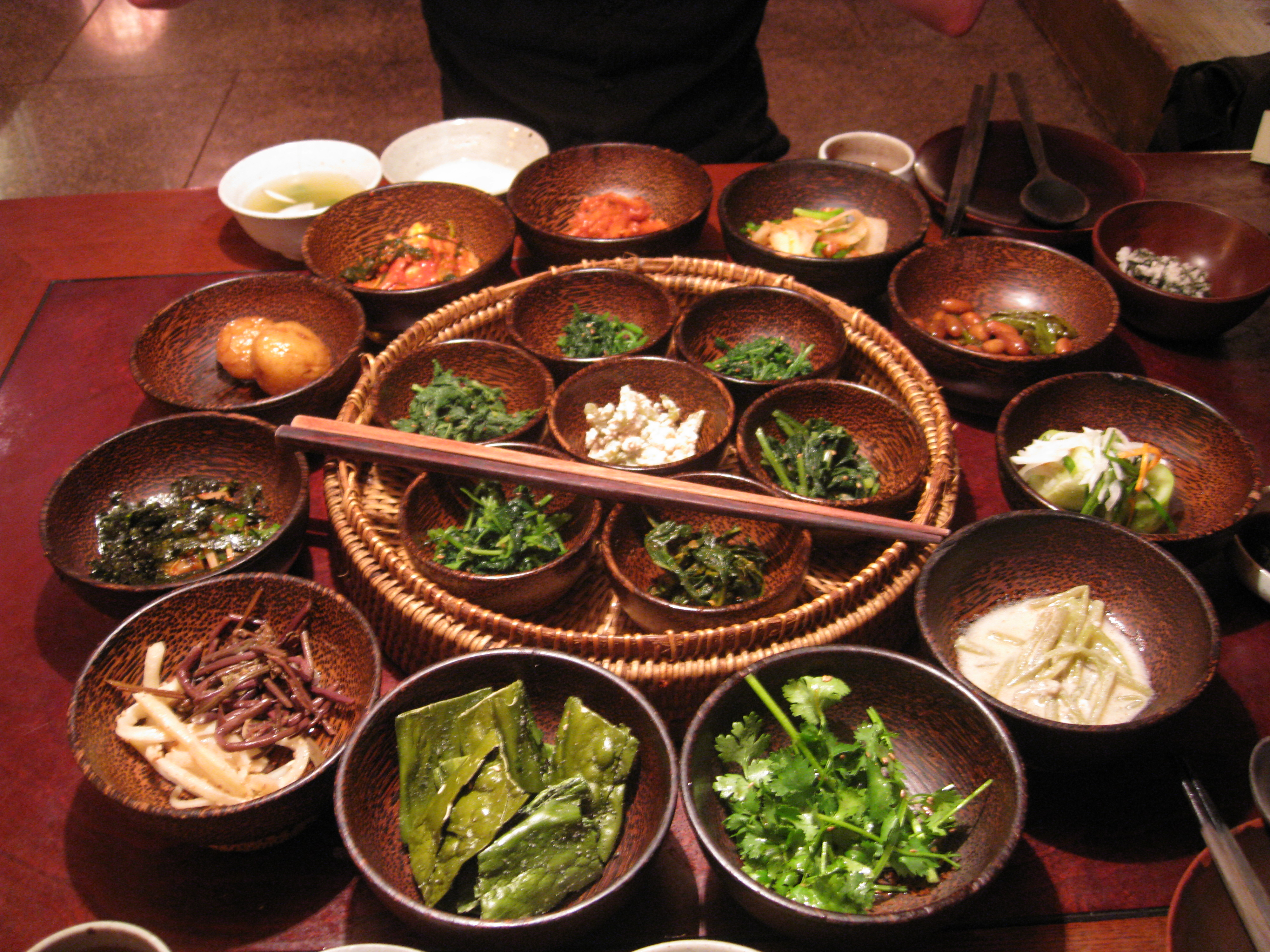
مخلفات گیاهی در کره تحت تأثیر بودایی‌ها.

شیوه‌های غذایی گیاه‌خواری و وگانیسم در بین کشورهای مختلف متفاوت است. این تفاوت‌ها شامل استانداردهای غذایی، قوانین و نگرش‌های فرهنگی کلی نسبت به رژیم‌های گیاه‌خواری است.
در برخی موارد، گیاه‌خوارانی که از لبنیات پرهیز می‌کنند، ممکن است به عنوان وگان (و نه گیاه‌خوار) شناخته شوند. با این حال، گیاه‌خواری معمولاً به پرهیز از هر عملی اشاره دارد که ممکن است به‌طور مستقیم یا غیرمستقیم به هر موجود ذی‌شعوری آسیب برساند، بنابراین معمولاً مستلزم حذف تخم‌مرغ، عسل، لبنیات و همچنین پرهیز از خرید کالاهایی است که از جانوران به دست می‌آیند؛ مانند پشم، ابریشم و چرم. رفتن به مکان‌هایی که جانوران در آنجا نگهداری می‌شوند مانند باغ وحش‌ها و سیرک‌ها نیز رد می‌شود.
مفهوم گیاه‌خواری (Vegetarianism) برای نشان دادن «رژیم غذایی گیاهی» اولین بار توسط فیلسوف و ریاضیدان یونانی فیثاغورث در حدود ۵۰۰ سال قبل از میلاد ذکر شده‌است. پیروان مذاهب مختلفی مانند بودیسم، هندوئیسم و جینیسم نیز از گیاه‌خواری حمایت می‌کنند و معتقدند که انسان‌ها نباید به جانوران ناراحتی و دردی وارد کنند.
برخی از کشورها دارای سنت‌ها، فرهنگ‌ها یا تفکرهای مذهبی هستند که گیاه‌خواری را ترویج می‌کند، مانند کشور هند، در حالی که کشورهای دیگر دارای نگرانی‌های اخلاقی سکولار، از جمله حقوق جانوران، حفاظت از محیط زیست و نگرانی‌های بهداشتی در این باره هستند. در بسیاری از کشورها، قوانین برچسب گذاری مواد غذایی برای شناسایی غذاهای گیاهی از غیر آن وجود دارد.
در ژانویه ۲۰۲۲، گوگل اعلام کرد که جستجو برای «غذای وگان نزدیک من» در سال ۲۰۲۱ به‌طور چشمگیری افزایش یافته‌است. جستجو در این باره با پیشرفت ۵۰۰۰ درصدی یا بیشتر همراه شده‌است که نشان دهنده محبوبیت روزافزون رژیم‌های گیاه‌خواری است.

## جمعیت‌شناسی

آمار گیاه‌خواران در هر کشور

آمار وگان‌ها در هر کشور

درصدهای جدول زیر تخمینی از هر نوعی گیاه‌خواری است. تفاوت بین وگان‌ها با گیاه‌خواران مهم است و آمار این دو متفاوت نشان داده شده. گیاه‌خواران ممکن است از چرم یا سایر محصولات حیوانی غیر غذایی استفاده کنند، در حالی که وگان‌ها (که گاهی وگان اخلاقی نیز نامیده می‌شوند) از هیچ نوع محصول حیوانی استفاده نمی‌کنند.
| کشور                | گیاه‌خواران (درصد به کل جمعیت) | آمار تقریبی (به نفر)    | سال جمع‌آوری داده    | وگان‌ها (درصد به کل جمعیت) | آمار تقریبی (به نفر) | سال جمع‌آوری داده | یادداشت |
| ------------------- | ----------------------------- | ----------------------- | ------------------- | ------------------------- | -------------------- | ---------------- | --- |
| آرژانتین            | ۱۲٪                           | ۵٬۴۰۰٬۰۰۰               | ۲۰۲۰                |                           |                      |                  | |
| استرالیا            | ۱۲٫۱٪                         | ۲٬۵۰۰٬۰۰۰               | ۲۰۱۸                | ۲٪                        | ۵۱۸٬۰۰۰              | ۲۰۲۰             | |
| اتریش               | ۱۱٪                           | ۹۹۳٬۰۰۰                 | ۲۰۲۲                | ۲٪                        | ۱۸۰٬۰۰۰              | ۲۰۲۲             | |
| بلژیک               | ۷٪                            | ۸۰۰٬۰۰۰                 | ۲۰۱۸                | ۱٪                        | ۱۱۰٬۰۰۰              | ۲۰۱۸             | |
| برزیل               | ۸٪                            | ۱۷٬۱۰۰٬۰۰۰              | ۲۰۱۸                |                           |                      |                  | |
| کانادا              | ۷٫۶٪                          | ۲٬۸۸۸٬۰۰۰               | ۲۰۲۰                | ۴٫۶٪                      | ۱٬۷۶۸٬۰۰۰            | ۲۰۲۰             | |
| شیلی                | ۶٪                            | ۱٬۵۰۰٬۰۰۰               | ۲۰۱۸                |                           |                      |                  | |
| چین                 | ۴٪–۵٪                         | ۵۰٬۰۰۰٬۰۰۰ – ۷۰٬۰۰۰٬۰۰۰ | ۲۰۱۳–۲۰۱۴           |                           |                      |                  | |
| کلمبیا              | ۴٪                            | ۲٬۰۰۰٬۰۰۰               | ۲۰۱۶                | ۲٪                        | ۱٬۰۰۰٬۰۰۰            | ۲۰۱۶             | |
| جمهوری چک           | ۵٪                            | ۵۰۰٬۰۰۰                 | ۲۰۱۹                | ۱٪                        | ۱۰۰٬۰۰۰              | ۲۰۱۹             | |
| دانمارک             | ۱۰٪                           | ۵۸۰٬۰۰۰                 | ۲۰۲۰                | ۴٪                        | ۲۳۰٬۰۰۰              | ۲۰۲۰             | |
| استونی              | ۶٪                            | ۸۰٬۰۰۰                  | ۲۰۲۰                | ۱٪                        | ۱۱٬۰۰۰               | ۲۰۲۰             | |
| فنلاند              | ۱۲٪                           | ۶۶۰٬۰۰۰                 | ۲۰۲۱                | ۲٪                        | ۱۲۰٬۰۰۰              | ۲۰۲۱             | |
| فرانسه              | ۵٫۲٪                          | ۳٬۴۰۰٬۰۰۰               | ۲۰۱۸                | ۱٫۱٪                      | ۷۲۶٬۰۰۰              | ۲۰۱۸             | |
| آلمان               | ۱۰٪                           | ۸٬۳۰۰٬۰۰۰               | ۲۰۲۱                | ۲٪                        | ۱٬۶۶۰٬۰۰۰            | ۲۰۲۱             | |
| یونان               | ۴٪                            | ۴۰۰٬۰۰۰                 | ۲۰۲۲                | ۲٪                        | ۲۰۰٬۰۰۰              | ۲۰۲۲             | |
| مجارستان            | ۵٪                            | ۴۵۰٬۰۰۰                 | ۲۰۲۲                | ۱٪                        | ۹۰٬۰۰۰               | ۲۰۲۲             | |
| هند                 | ۲۰٪–۳۹٪                       | ۲۷۶٬۰۰۰٬۰۰۰             | ۲۰۱۹–۲۰۲۰ ۲۰۲۱      | ۹٪                        | ۱۲۱٬۵۰۰٬۰۰۰          | ۲۰۲۱             | آمارهای تقریبی مختلفی از تعداد گیاه‌خواران در هند وجود دارد |
| جمهوری ایرلند       | ۴٫۳٪–۸٫۴٪                     | ۱۵۳٬۵۰۰                 | ۲۰۱۸                | ۲٪–۴٫۱٪                   | ۱۴۶٬۵۰۰              | ۲۰۱۸             | |
| اسرائیل             | ۱۳٪                           | ۱٬۰۴۶٬۰۰۰               | ۲۰۱۵                | ۵٪                        | ۴۲۱٬۰۰۰              | ۲۰۱۴             | |
| ایتالیا             | ۸٫۹٪                          | ۵٬۳۴۰٬۰۰۰               | ۲۰۲۰                | ۲٫۲٪                      | ۱٬۳۲۶٬۶۰۰            | ۲۰۲۰             | |
| جامائیکا            | ۱۰٪                           | ۲۸۰٬۰۰۰                 | ۲۰۱۵                |                           |                      |                  | بیشتر این گیاه‌خواران راستافاری هستند. |
| ژاپن                | ۹٪                            | ۱۱٬۱۶۰٬۰۰۰              | ۲۰۱۹                | ۲٫۷٪                      | ۳٬۵۰۰٬۰۰۰            | ۲۰۱۶             | |
| لتونی               | ۵٪                            | ۹۵٬۰۰۰                  | ۲۰۲۰                | ۱٪                        | ۱۹٬۰۰۰               | ۲۰۲۰             | |
| لیتوانی             | ۶٪                            | ۱۶۶٬۰۰۰                 | ۲۰۲۰                | ۱٪                        | ۲۷٬۰۰۰               | ۲۰۲۰             | |
| مکزیک               | ۱۹٪                           | ۲۳٬۷۵۰٬۰۰۰              | ۲۰۱۶                | ۹٪                        | ۱۱٬۲۵۰٬۰۰۰           | ۲۰۱۶             | |
| هلند                | ۵٪                            | ۸۵۰٬۰۰۰                 | ۲۰۲۰                | ۱٪                        | ۱۵۰٬۰۰۰              | ۲۰۲۰             | |
| نیوزیلند            | ۱۰٪                           | ۵۰۰٬۰۰۰                 | ۲۰۱۹                |                           |                      |                  | |
| نروژ                | ۹٪                            | ۴۸۵٬۰۰۰                 | ۲۰۲۰                | ۴٪                        | ۲۱۵٬۰۰۰              | ۲۰۲۰             | |
| فیلیپین             | ۵٪                            | ۵٬۰۰۰٬۰۰۰               | ۲۰۱۴                | ۲٪                        | ۲٬۰۰۰٬۰۰۰            | ۲۰۱۴             | |
| لهستان              | ۸٫۴٪                          | ۲٬۵۰۰٬۰۰۰               | ۲۰۱۷                | ۷٪                        | ۲٬۶۸۸٬۰۰۰            | ۲۰۱۶             | نظرسنجی توسط شرکت تحقیقات بازاریابی Mintel انجام شده‌است و هیچ شفاف سازی راجع‌به آمار یا روش جمع‌آوری آن انجام داده نشده‌است. همچنین این آمار بر اساس گزارشی از Plant Powered Perspective منتشر شده‌است که در جزئیات آن دسترس عموم نیست. |
| پرتغال              | ۱٫۲٪                          | ۱۲۰٬۰۰۰                 | ۲۰۱۷                | ۰٫۶٪                      | ۶۰٬۰۰۰               | ۲۰۱۸             | نظرسنجی توسط شرکت تحقیقات بازاریابی نیلسن هلدینگ انجام شده‌است. |
| روسیه               | ۱٪                            | ۱٬۴۰۰٬۰۰۰               | ۲۰۱۸                |                           |                      |                  | |
| سنگاپور             | ۷٪                            | ۳۸۰٬۰۰۰                 | ۲۰۲۰                |                           |                      |                  | |
| اسلوونی             | ۱٫۴٪–۱٫۶٪                     | ۲۸٬۹۲۲ – ۳۳٬۰۵۴         | ۲۰۰۷/۲۰۰۸           | ۰٫۳٪–۰٫۵٪                 | ۶٬۱۹۷ – ۱۰٬۳۲۹       | ۲۰۰۷/۲۰۰۸        | |
| کره جنوبی           | ۳٪                            | ۱٬۵۰۰٬۰۰۰               | ۲۰۱۷                |                           |                      |                  | |
| اسپانیا             | ۱٫۴٪                          | ۶۶۴٬۰۰۰                 | ۲۰۲۱                | ۰٫۸٪                      | ۳۸۰٬۰۰۰              | ۲۰۲۱             | |
| سوئد                | ۱۲٪                           | ۱٬۲۴۸٬۰۰۰               | ۲۰۲۰                | ۴٪                        | ۴۱۵٬۰۰۰              | ۲۰۲۰             | |
| سوئیس               | ۵٪                            | ۴۲۵٬۰۰۰                 | ۲۰۲۰                | ۱٪                        | ۸۵٬۰۰۰               | ۲۰۲۰             | |
| تایوان              | ۱۳٪–۱۴٪                       | ۳٬۲۹۷٬۰۱۱               | ۲۰۱۵ ۲۰۱۶ ۲۰۱۷ ۲۰۱۹ |                           |                      |                  | |
| تایلند              | ۳٫۳٪                          | ۲٬۳۰۰٬۰۰۰               | ۲۰۱۵ ۲۰۱۶           |                           |                      |                  | |
| اوکراین             | ۵٫۲٪                          | ۲٬۰۰۰٬۰۰۰               | ۲۰۱۷                |                           |                      |                  | |
| بریتانیا            | ۱۰٪                           | ۶٬۲۲۰٬۰۰۰               | ۲۰۲۱                | ۲٪                        | ۱٬۳۴۴٬۰۰۰            | ۲۰۲۱             | |
| ایالات متحده آمریکا | ۵٪                            | ۱۶٬۰۰۰٬۰۰۰              | ۲۰۱۸                | ۳٪                        | ۷٬۵۸۸٬۰۰۰            | ۲۰۱۸             | |
| ویتنام              | ۱۰٪                           | ۹٬۰۰۰٬۰۰۰               | ۲۰۱۱                |                           |                      |                  | |

## آفریقا
بر اساس نظرسنجی نیلسن، منطقه آفریقا/خاورمیانه (مصر، مراکش، پاکستان، عربستان سعودی، آفریقای جنوبی، امارات متحده عربی مورد بررسی قرار گرفتند)، دارای ۱۶ درصد گیاه‌خوار و ۶ درصد وگان است که آن را به دومین منطقه از نظر آمار بعد از آسیا تبدیل می‌کند.

### شرق آفریقا
غذاهای وگان در غذاهای اتیوپی به دلیل دستورهای کلیسای ارتدکس اتیوپی و مسیحیت قبطی مصر که روزه‌داری دارند رایج است (روزه‌داری در این زمینه پرهیز از تمام محصولات گوشتی است).
از آنجایی که اکثریت جمعیت موریس هندو هستند گیاه‌خواری در این کشور رایج است و غذاهای گیاهی به‌طور گسترده در رستوران‌ها موجود است.

### شمال آفریقا
کشورهای شمال آفریقا سنت پخت و پز به سبک گیاه‌خواری را دارند، در کشورهای مراکش، الجزایر، لیبی و تونس این نوع آشپزی که شامل کوسکوس و سبزیجات ادویه دار است رایج است.

### جنوب آفریقا
مهاجران هندو و جین از هند گیاه‌خواری را با خود به این منطقه آورده‌اند. این روند تا سال ۱۸۹۵ در استان ناتال ثبت شده‌است.

## آسیا
از بین پنج منطقه جهان، منطقه آسیا و اقیانوسیه بیشترین سهم گیاه‌خواران (۱۹ درصد) و وگان (۹ درصد) را دارد.

### شرق آسیا

#### چین
در چین، تعداد کمی از جوانان آمار را تشکیل می‌دهند اما این آمار در شهرهای بزرگ این کشور در حال افزایش است. تخمین زده می‌شود که ۴ تا ۵ درصد چینی‌ها گیاه‌خوار باشند.
دین عامیانه چینی از تائوئیسم، ادیان نجات‌گرای چینی و جنبش‌های مذهبی جدید تشکیل شده‌است، از آنجایی که کشتن و خوردن حیوانات ممنوع نیست، اما نجس تلقی می‌شود و چندان ایده‌آل و مورد تشویق نیست و از این رو شبیه شینتو در ژاپن است. توفو و شیر سویا که در بین گیاه‌خواران در جهان محبوب هستند از چین منشأ گرفته‌اند.
متون کلاسیک چینی به یک دوره پرهیز از گوشت قبل از انجام امور بسیار مهم یا دارای اهمیت مذهبی اشاره می‌کنند. مردم مطابق همین رسوم معمولاً به‌طور دوره‌ای از گوشت خودداری می‌کنند، به‌ویژه روز قبل از سال نو چینی. اگرچه این امر در میان پیروان مذاهب عامیانه و قدیمی چین رایج‌تر است، اما بسیاری از افراد سکولار نیز این کار را انجام می‌دهند.
ژاپن

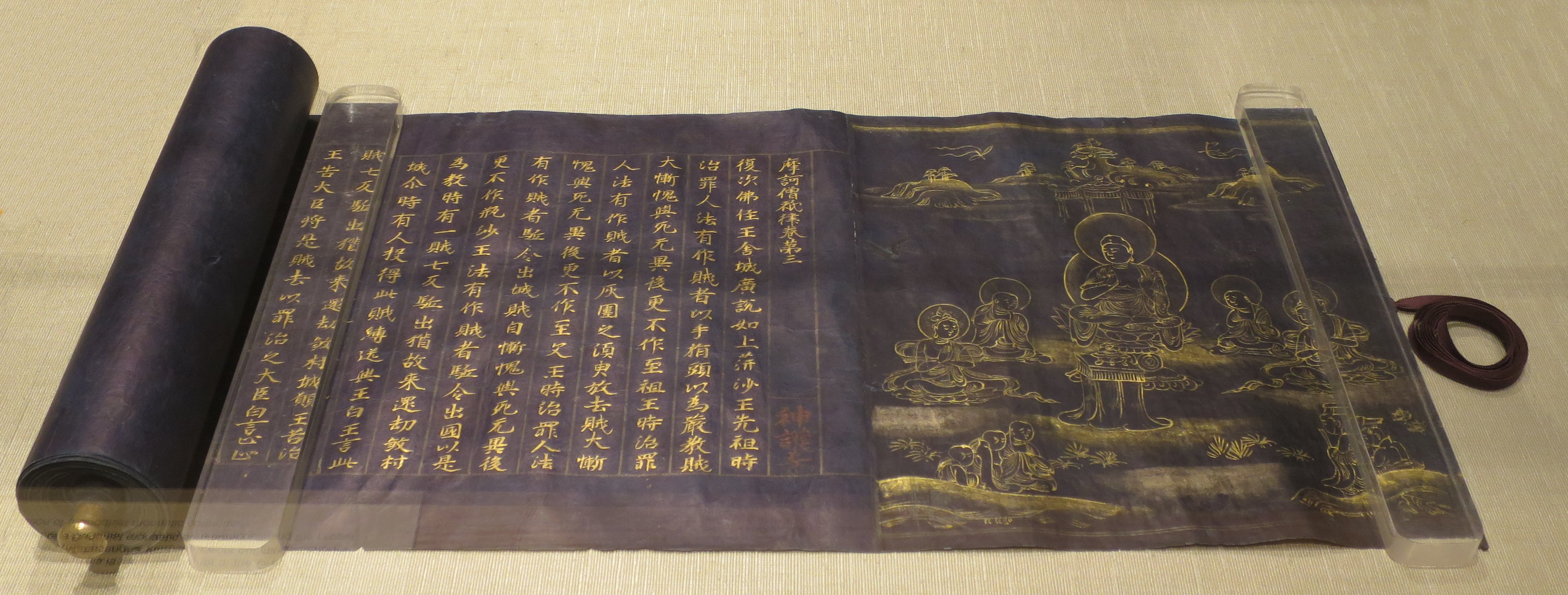
وینایا به اهمیت گیاه‌خواری اشاره می‌کند.

در ژاپن، داشتن گوشت در تمام غذاهای روزانه طبیعی تلقی می‌شد. اما پس از ورود بودیسم به کشور، امپراتور در آن زمان قانونی را در سال ۶۷۵ پس از میلاد وضع کرد تا مردم را از خوردن گاو، اسب، سگ، میمون و مرغ منع کند. فرض بر این است که این تغییر به گسترش 精進料理 (Shôjin Ryôri) کمک می‌کند، که نوعی از رژیم غذایی است که هنوز در معابد بودایی معاصر رعایت می‌شود.
اگرچه shôjin ryôrii اغلب با گیاه‌خواری یکسان فرض می‌شود، اما ریشه در مذهب دارد و کلمه shôjin ryôrii به روش‌های مختلف پخت و پز و آداب غذا خوردن اشاره دارد که بر اساس شاخه‌های مذهبی متفاوت است. برخی از تفاوت‌های بین گیاه‌خواری و shôjin ryôrii این است که از مصرف پیاز، سیر یا سبزی‌ها به ویژه سبزی‌هایی که بوی تند دارند، علاوه بر گوشت، اجتناب می‌شود.

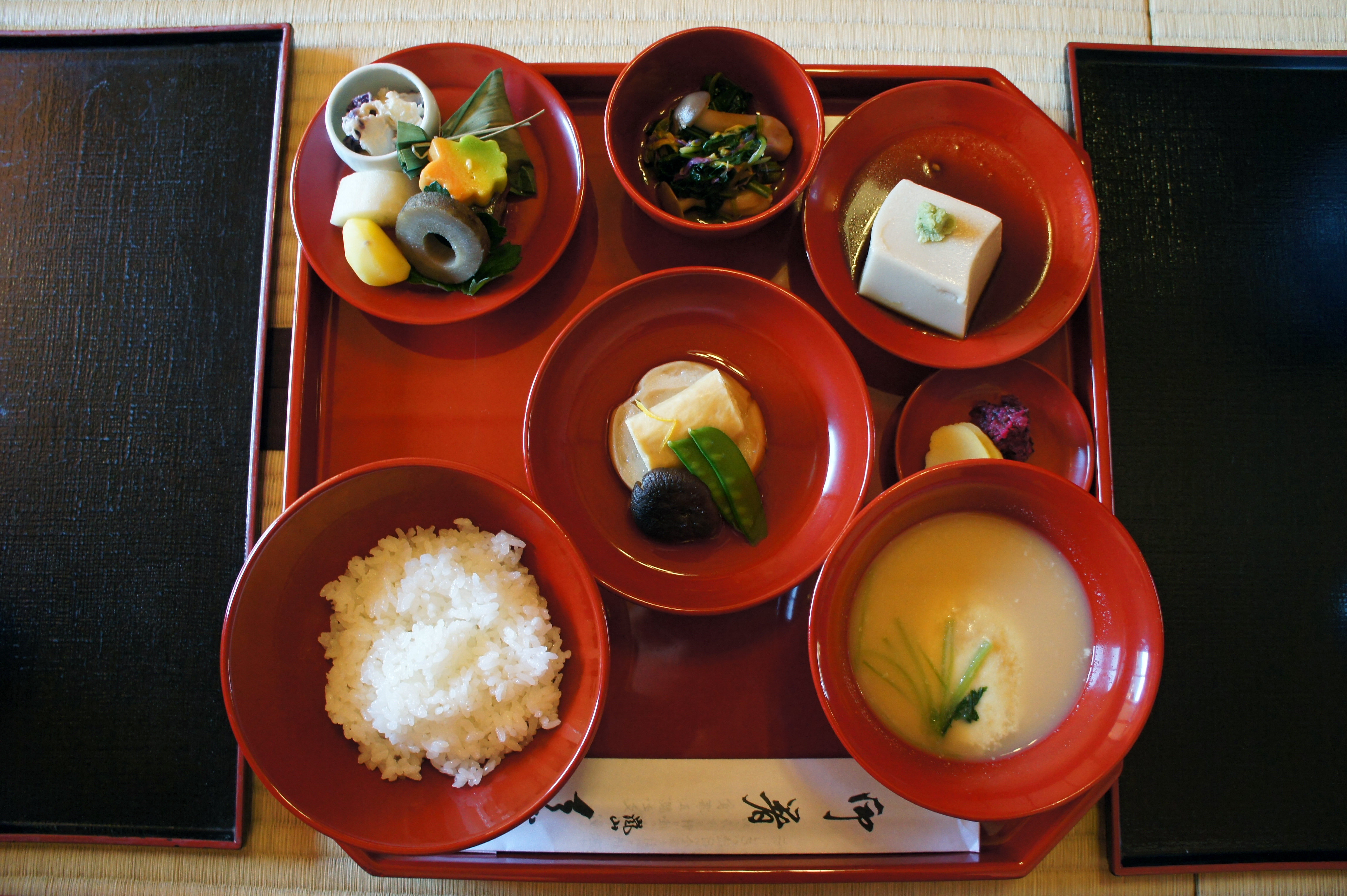
精進料理 (شوجین ریوری) که در معبدی در کیوتو سرو می‌شود.

#### کره جنوبی
بر اساس اخبار غذا و نوشیدنی، گیاه‌خواری از بیش از ۷۰۰۰ نفر در سال ۲۰۱۵ به نزدیک به ۳۰۰۰۰ نفر در سال ۲۰۱۹ رسیده‌است و بسیاری از آنها به دلایل بهداشتی این رژیم را اتخاذ کرده‌اند. برخی دیگر از دلایل محبوب برای تغییر رژیم غذایی آنها نگرانی‌های اخلاقی نسبت به جانوران، نگرانی‌هایی بابت حفاظت از محیط زیست و کاهش وزن است.

#### تایوان

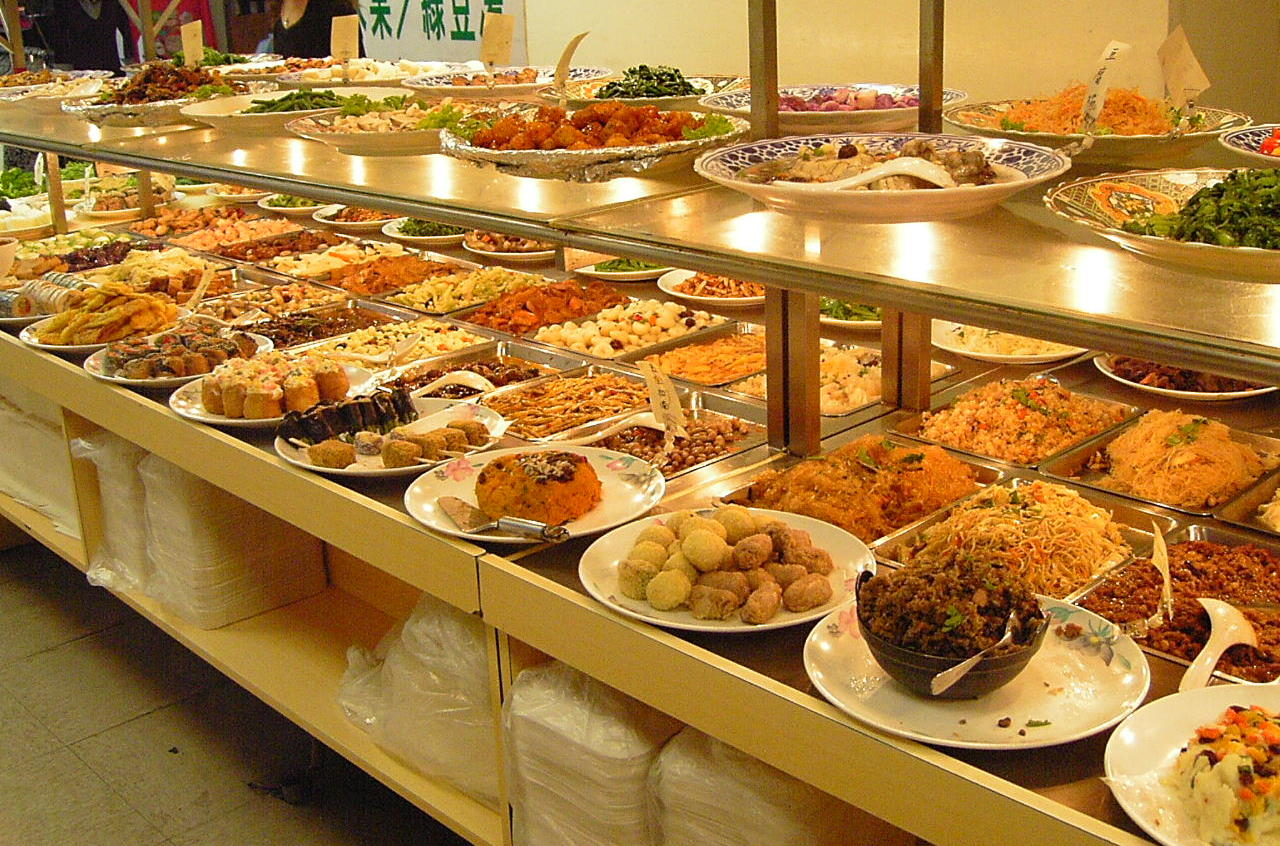
یک رستوران بوفه گیاهی در تایپه، تایوان

بیش از ۶۰۰۰ مرکز غذاخوری گیاه‌خواری در تایوان وجود دارد. قوانین برچسب گذاری مواد غذایی این کشور برای غذاهای گیاهی از سخت‌ترین قوانین جهان در این مورد است، زیرا تخمین زده شده‌است که بیش از ۳ میلیون نفر از مردم تایوان از غذاهای گیاهی استفاده می‌کنند که تقریباً ۱۳٪ از جمعیت ملی این کشور را تشکیل می‌دهد. جنبش مردمی «هر هفته یک روز گیاه‌خواری» در سطح کشور حمایت شده می‌باشد. همچنین، در سطح محلی، حتی ارگان‌های دولتی مانند شورای آموزش شهر تایپه نیز از این رویه حمایت می‌کنند. غذای گیاهی را می‌توان در راه‌آهن پرسرعت تایوان، اداره راه‌آهن تایوان، خطوط هوایی اصلی تایوان و همچنین ایستگاه‌های بزرگراه هم پیدا کرد.

### جنوب آسیا

#### هند
در سراسر کشور هند مردم هیچ موجود زنده ای را نمی‌کشند، مشروب مست کننده نمی‌نوشند همچنین پیاز یا سیر نمی‌خورند. تنها استثنا مربوط به چاندالاهاست. این نام کسانی است که فاسق هستند و جدا از دیگران زندگی می‌کنند. در این کشور خوک و مرغ نگهداری نمی‌کنند و دام زنده نمی‌فروشند. در بازارها نه قصابی وجود دارد و نه فروشنده نوشیدنی‌های مست کننده. در خرید و فروش کالاها از کاوری استفاده می‌کنند. فقط چاندالاها ماهیگیر و شکارچی هستند و گوشت می‌فروشند.

— فاکسیان، بازدید کننده چینی از هند (قرن ۴/۵ پس از میلاد)، تکه ای از پادشاهی‌های بودایی (ترجمه جیمز لگ)

##### شیوع گیاه‌خواری
در سال ۲۰۰۷، آمار فائو سازمان ملل نشان داد که هندی‌ها کمترین میزان مصرف گوشت را در جهان دارند. برخی از گیاه‌خواران در هند خواستار سوپرمارکت‌های بدون گوشت در سطح کشور شده‌اند. در غذاهای هندی، گیاه‌خواری معمولاً لاکتو گیاه‌خواری است. در این کشور، اغلب رستوران‌های گیاهی فراوانی یافت می‌شود و که انواع غذاهای گیاهی یا نیمه گیاهی را به مشتریان عرضه می‌کنند.
در این کشور از چیزهایی مانند گوشت خوک، ژلاتین و آب گوشت در غذاهای سنتی شان استفاده نمی‌شود (به غیر از شیر و عسل). هند سیستمی (با نام سمبولیسم گیاه‌خواری و وگانیسم) ابداع کرده‌است که محصولات خوراکی که فقط از مواد گیاهی تشکیل می‌شوند را با یک نقطه سبز در یک مربع توخالی با اطراف سبز رنگ نشان می‌دهد. قبلاً از علامت دایره قرمز در یک مربع توخالی با اطراف قرمز استفاده می‌شد. رنگ سبز به دلیل مشکلاتی که افراد مبتلا به کوررنگی در تشخیص طرح قبلی مواجه بودند جایگزین رنگ قرمز شد. محصولاتی مانند عسل، شیر یا مشتقات آن در زیر علامت سبز دسته‌بندی می‌شوند.
پیوند گیاه‌خواری و هندوئیسم

علامت گیاهی: برچسب گذاری اجباری در هند برای تشخیص محصولات گیاهی از محصولات غیر گیاهی

گیاه‌خواری و هندوئیسم ارتباط عمیقی با یکدیگر دارند. هندوئیسم معتقد است که روح آغاز و پایانی ندارد، اما یک چرخه دائمی از تولد دوباره و مرگ بی پایان وجود دارد تا زمانی که روح بتواند به برهمن، خدای یگانه برسد. با این حال، تنها افرادی می‌توانند به این مقام دست یابند که از هر چیز دنیوی جدا شده و از هر هوسی رها شوند. به همین دلیل گیاه‌خواری به‌طور طبیعی و همواره در فرهنگ و رژیم غذایی هند وجود داشته‌است.

##### برآوردها و آمار

###### هفته نامه اقتصادی و سیاسی، ۲۰۱۸
مطالعه ای در سال ۲۰۱۸ از هفته نامه اقتصادی و سیاسی توسط باالمورلی ناتراجان مردم‌شناس مستقر در ایالات متحده و سورج جاکوب اقتصاددان مستقر در هند نشان می‌دهد که آمار گیاه‌خواری در این کشور می‌تواند به دلیل عدم تمایل اجتماعی به اعتراف به مصرف گوشت افزایش یابد و تخمین می‌زند که درصد گیاه‌خواران احتمالاً نزدیک به ۲۰٪ است. این مطالعه استدلال می‌کند که گوشت‌خواری کمتر گزارش شده‌است، زیرا مصرف گوشت، به‌ویژه گوشت گاو، «در کشمکش‌های فرهنگی، سیاسی و هویت گروهی در هند گرفتار شده یا رد شده‌است».
بر اساس یک نظرسنجی در سال ۲۰۱۸ که توسط اداره ثبت عمومی هند منتشر شد، راجستان (۷۴٫۹٪)، هاریانا (۶۹٫۲۵٪)، پنجاب (۶۶٫۷۵٪) و گجرات (۶۰٫۹۵٪) بالاترین درصد گیاه‌خواران را دارند و پس از آنها مادیا پرادش (۵۰٫۶٪)، اوتار پرادش (۴۷٫۱٪)، ماهاراشترا (۴۰٫۲٪)، دهلی (۳۹٫۵٪)، اوتاراکند (۲۷٫۳۵٪)، کارناتاکا (۲۱٫۱٪)، آسام (۲۰٫۶٪)، چاتیسگار (۱۷٫۹۵٪)، بیهار (۷٫۵۵٪) جارکند (۳٫۲۵٪)، کرالا (۳٫۰٪)، اودیشا (۲٫۶۵٪)، تامیل نادو (۲٫۳۵٪)، آندرا پرادش (۱٫۷۵٪)، بنگال غربی (۱٫۴٪) و تلانگانا (۱٫۳٪) قرار دارند.

###### مطالعات مختلفی که توسط دولت هند انجام شده‌است
یک نظرسنجی رسمی انجام شده توسط دولت هند، با حجم نمونه ۸۸۵۸ و چارچوب سرشماری سال ۲۰۱۱، نشان داد که جمعیت گیاه‌خواران هند ۲۸ تا ۲۹ درصد جمعیت است. در مقایسه با بررسی مشابهی که در سال ۲۰۰۴ انجام شد، جمعیت گیاه‌خواران هند افزایش یافته‌است، اگرچه بر اساس داده‌های متناقض از نظرسنجی ملی سلامت خانواده در سال ۲۰۱۵–۲۰۱۶ (NFHS)، سهم گیاه‌خواری در مقایسه با داده‌های ۲۰۰۵ تا ۲۰۰۶ کاهش یافته‌است. افزایش مصرف گوشت در هند به شهرنشینی، افزایش درآمد، مصرف‌گرایی و تأثیرات بین فرهنگی نسبت داده شده‌است.
در سال ۲۰۲۲، نظرسنجی ملی سلامت و خانواده (NHFS) پنجمین نتایج نظرسنجی خود را منتشر کرد که این فرضیه بخش قابل توجهی از محققان تغذیه را تکرار کرد که تعداد هندی‌هایی که گیاه‌خوار نیستند به‌طور پیوسته در حال افزایش است. همچنین تفاوت جنسیتی قابل توجهی در مصرف غذاهای صرفاً گیاهی یافت شد.

###### مرکز تحقیقات پیو، ۲۰۲۱
در سال ۲۰۲۱، مرکز تحقیقاتی پیو نتایج یک نظرسنجی را از ۲۹۹۹۹ هندی در سراسر کشور منتشر کرد که شامل سؤالاتی در مورد ترجیحات غذایی بود. بر اساس این مطالعه، حدود ۳۹٪ از کل جمعیت هند گیاه‌خوار هستند (این نظرسنجی نوع گیاه‌خواری را مشخص نکرد و تعریف این اصطلاح را به پاسخ دهنده واگذار کرد). از نظر مذهب، جین‌ها با ۹۲ درصد گیاه‌خوارترین، سیک‌ها (۵۹ درصد)، هندوها (۴۴ درصد)، بودایی‌ها (۲۵ درصد)، مسیحیان (۱۰ درصد)، و در نهایت مسلمانان (۸ درصد) هستند. با این حال، در میان هندوها، با توجه به درصد افرادی که خود را گیاه‌خوار می‌دانند، تنوع منطقه ای گسترده‌ای وجود دارد، به طوری که ۷۱٪ هندوهای شمال هند گیاه‌خوار هستند، پس از آن ۶۱٪ از سرخپوستان مرکزی، ۵۷٪ از سرخپوستان غربی، ۳۰٪ از جنوب هند، ۱۹ درصد از سرخپوستان شمال شرقی و ۱۸ درصد از سرخپوستان شرقی خود را گیاه‌خوار می‌دانند. همچنین تفاوت‌های طبقاتی در میزان گیاه‌خواری وجود دارد، به طوری که ۴۰ درصد هندوهای طبقه پایین گیاه‌خوار هستند در حالی که ۵۳ درصد از هندوها با رفاه اجتماعی بالاتر خود را گیاه‌خوار معرفی کرده‌اند. هندوهایی که مذهب را در زندگی خود بسیار مهم می‌دانستند، در ۴۶ درصد مواقع گیاه‌خوار بودند در حالی که این آمار برای کسانی که می‌گفتند مذهب برایشان اهمیت کمتری دارد ۳۳ درصد بوده‌است.

### جنوب شرقی آسیا

#### مالزی

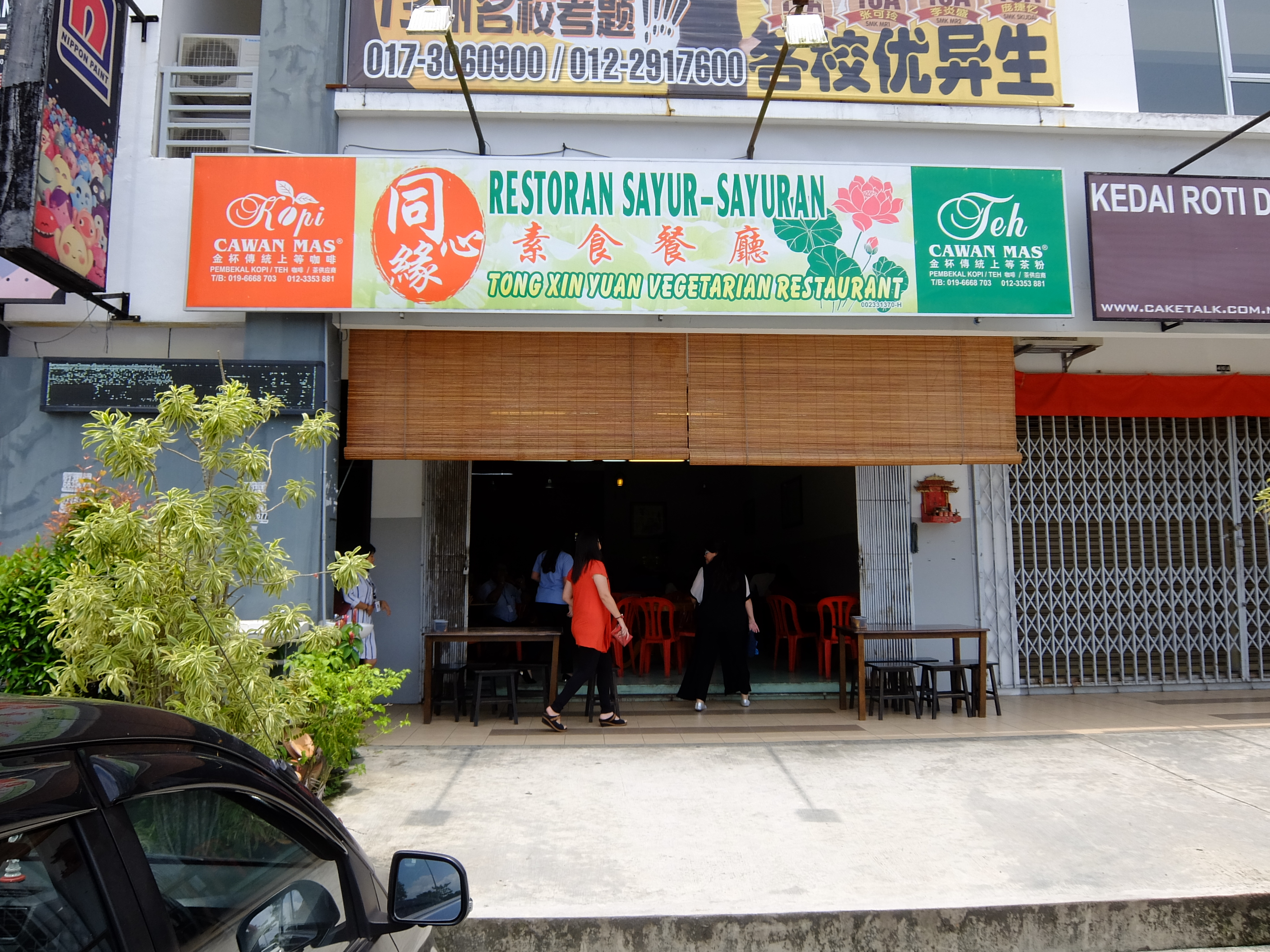
یک رستوران گیاهی در جوهور، مالزی

رژیم‌های گیاه‌خواری مختلفی همچون لاکتو گیاه‌خواری در این کشور وجود دارد و به‌طور کلی این رژیم‌ها به عنوان وگانیسم شناخته می‌شوند. دلایل گیاه‌خواری شامل اصرار دوستان و اعضای خانواده، نگرانی در مورد گرم شدن کره زمین، مسائل بهداشتی و مدیریت وزن، مذهب و مهربانی با جانوران است که به ترتیب دلایلی با محبوبیت کمتر هستند.

#### سنگاپور
برنج، قارچ، سبزیجات برخی از مواد غذایی اصلی این منطقه هستند که با انواعی از ادویه‌ها، نارگیل، لیموترش و تمر هندی مخلوط می‌شوند. سنگاپور همچنین مقر اولین رستوران زنجیره ای بین‌المللی فست فود در جهان (VeganBurg) است. جوامع بزرگ‌تر گیاه‌خواران و وگان‌ها در سنگاپور، انجمن گیاه‌خواری (VSS) و SgVeganCommunity هستند.

#### تایلند
بیش از ۹۰۸ مرکز غذاخوری گیاهی در تایلند وجود دارد.

### غرب آسیا

#### اسرائیل
مطالعه ای توسط وزارت بهداشت اسرائیل در سال ۲۰۰۱ نشان داد که ۷٫۲ درصد از مردان و ۹٫۸ درصد از زنان در این کشور گیاه‌خوار هستند. اگرچه گیاه‌خواری در اسرائیل کاملاً رایج است، اما درصد واقعی گیاه‌خواران در اسرائیل ممکن است کمتر باشد. صنایع غذایی اسرائیل آن را ۵ درصد تخمین زده‌است. در سال ۲۰۱۰، یک مطالعه نشان داد که ۲٫۶٪ از اسرائیلی‌ها گیاه‌خوار یا وگان هستند.
بر اساس نظرسنجی سال ۲۰۱۵ توسط روزنامه گلوبس و کانال ۲، ۸ درصد از جمعیت اسرائیل گیاه‌خوار و ۵ درصد وگان بودند. همچنین ۱۳ درصد از افراد به وگان یا گیاه‌خوار شدن فکر می‌کردند. این آمار بیشتر از تل‌آویو، برلین، نیویورک و چنای بود و وب‌سایت غذایی ایالات متحده «دیلی میل»، این کشور را بهترین مقصد برای مسافران وگان معرفی کرد.
جمعیت وگان و گیاه‌خوار یهودی در این کشور از طریق پلتفرم‌های مختلف به ترویج فرهنگ‌های زندگی بدون خوردن گوشت و بدون محصولات جانوری در اسرائیل می‌پردازند و در این راه به گسترش آن کمک کرده‌اند. برخی استدلال می‌کنند که تمرین و یادگیری یهودیت باعث می‌شود فرد به گیاه‌خواری یا وگانیسم روی آورد.

#### ایران
در ایران آمار رسمی از تعداد گیاه‌خواران وجود ندارد اما برآوردهای غیررسمی نشان می‌دهد تعداد گیاه‌خواران در ایران کمتر از آمار جهانی است. مطابق آمار برای بیش از نیمی از مردم ایران گیاه‌خواری ناشناخته است و با تعریف آن هم آشنایی ندارند. به واسطه عدم آشنایی با گیاه‌خواری یا عدم ترویج آن در ایران، این عمل اغلب در این کشور عجیب طلقی شده و با مخالفت‌های بدون دلیل و گاهی با نکوهش یا توهین همراه است. کم و بیش تعدادی گیاه‌خوار در ایران وجود دارند که همان تعداد باعث ایجاد تعدادی رستوران گیاهی شدند و برخی از رستوران‌ها هم شروع به گنجاندن غذاهای گیاهی در منوهای خود کردند. با این حال بازهم پیدا کردن یک رستوران گیاهی در شهرهای کوچک دشوار و نشدنی است. در این کشور استفاده از غذاهایی بر پایه گوشت (یا سایر محصولات وابسته به جانوران) هم در فرهنگ جا افتاده هم اینکه نشان دهنده موقعیت اجتماعی بالاتر هم محسوب می‌شود.
در تاریخ گذشته، بر اساس شاهنامه از دوران پیشدادیان، ایرانیان گیاه‌خوار بوده‌اند. بعدها در آیین زرتشت و مانی نیز گوشت‌خواری نکوهیده می‌شد و گیاه‌خواری مورد توصیه واقع می‌شد. بسیاری از عارفان و بزرگان ایرانی پس از اسلام نیز گیاه‌خوار بوده‌اند. به هر شکل امروزه در جامعهٔ ایران، گیاه‌خواری بیش از آنکه ریشه‌های مذهبی داشته باشد، به دلیل جنبه‌های انسانی و علمی رواج دارد.
در ایران از سال ۲۰۰۴ تا ۲۰۱۵ جستجوی کلمهٔ «گیاه‌خواری» در گوگل رشد فزاینده‌ای داشت، هرچند که در سال‌های اخیر رشد آن کاهشی شده‌است. با این حال به تازگی انجمن‌های گیاه‌خواری مختلفی هم در ایران راه افتاده که کم و بیش به انتشار اخبار و اطلاع‌رسانی در این باره می‌پردازند که خود راهی برای ترویج تعریف گیاه‌خواری در این کشور است.
در گاه‌شمار ایرانی تاریخ ۱۵ تیر به عنوان روز «جشن خام‌خواری» تعیین شده‌است. دلیل آن این است که ابوریحان بیرونی در کتاب آثارالباقیه، «عمس» یا «غفس» یا «خواره» را به عنوان جشنی از جشن‌های سُغد باستان یاد کرده که از جمله آداب این جشن، پرهیز از خوراک‌های حیوانی یا پختنی‌ها بوده‌است.

## اروپا
تعریف گیاه‌خواری در سرتاسر اروپا یکسان نیست و این امر، پتانسیل را برای برچسب گذاری نادرست محصولات ایجاد می‌کند.

### بلژیک
از ماه مه ۲۰۰۹، اولین شهر در جهان خنت در بلژیک است که دارای «روز سبزیجات» است و هر هفته این روز جشن گرفته می‌شود.
مطالعه ای که روی ۲۴۳۶ فرد بلژیکی انجام شد نشان داد که «۲۱٫۸٪ از پاسخ دهندگان معتقد بودند که مصرف گوشت، ناسالم است و ۴۵٫۶٪ از پاسخ دهندگان معتقد بودند که باید گوشت کمتری بخورند.» دلایل اصلی علاقه افراد به رژیم غذایی گیاهی بیشتر به دلایل ذائقه و حفظ سلامتی بود. اکثریت گیاه‌خواران در این نظرسنجی معتقد بودند که صنعت گوشت برای کره زمین مضر است، در حالی که بیش از نیمی از غیر گیاه‌خواران در این بررسی با این گفته موافق نبودند.

### فنلاند
در مدارس برخی از شهرهای فنلاند، به دانش آموزان در انتخاب وعده غذایی بین یک غذای گیاهی و غیر گیاهی حق انتخاب داده می‌شود، که این امر برای کلاس‌های اول تا دوازدهم ارائه می‌شود. در مدارس متوسطه و دانشگاه‌ها، ۱۰ تا ۴۰ درصد دانش آموزان در سال ۲۰۱۳ غذای گیاهی را ترجیح می‌دادند. گیاه‌خواری در مدارس هنر دوره متوسطه رایج است، به طوری که در برخی از مدارس این کشور بیش از نیمی از دانش آموزان در سال ۲۰۱۳ گیاه‌خوار بودند.

### فرانسه

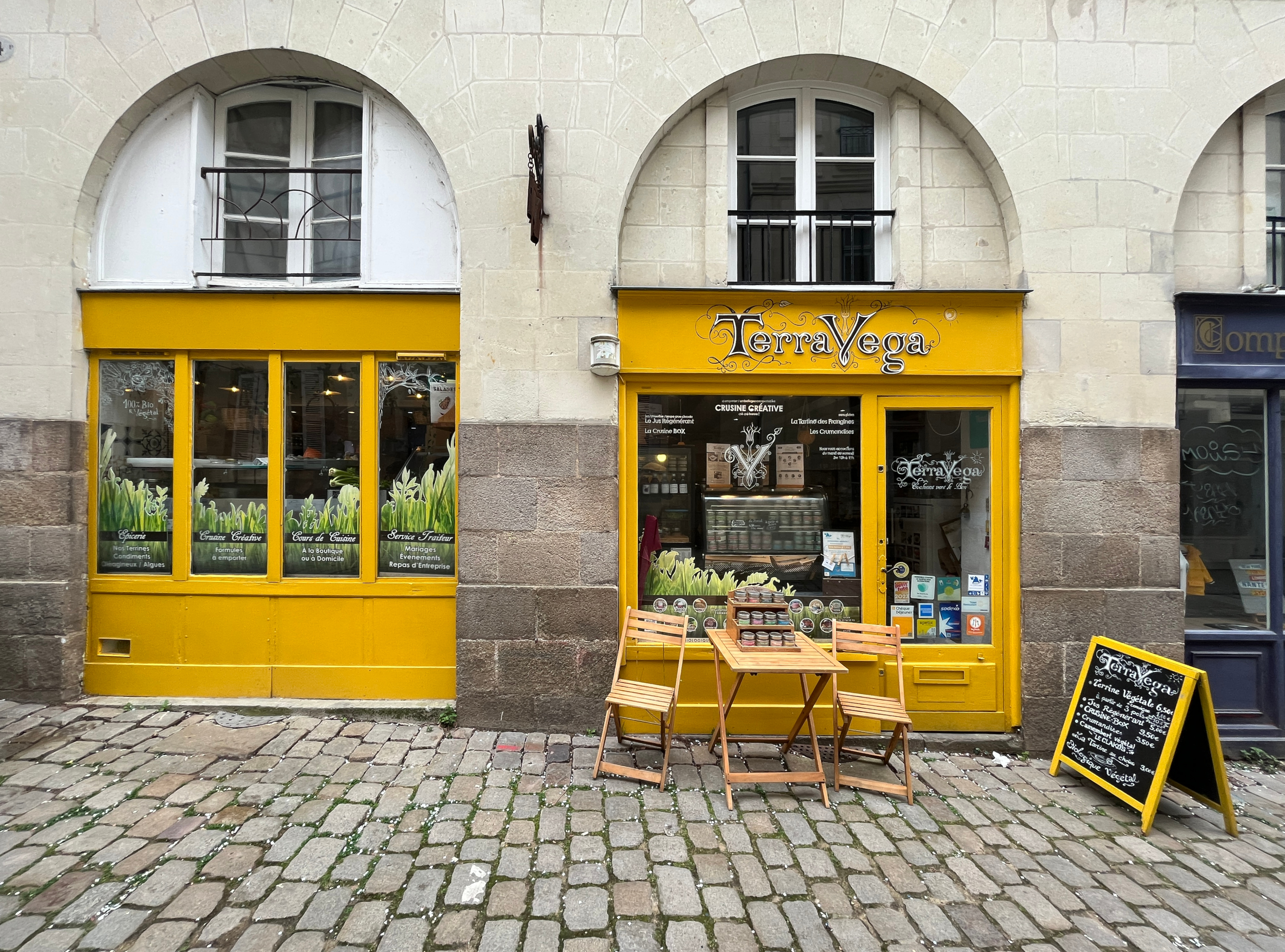
یک رستوران گیاهی در نانت، فرانسه

در فرانسه ناهار در مدارس دولتی باید «حداقل ۲۰ درصد از وعده‌های غذایی حاوی گوشت و ۲۰ درصد حاوی ماهی و بقیه حاوی تخم مرغ، پنیر یا آب گوشت باشد». با این حال، طبق قانونی به نام "loi Egalim" که در سال ۲۰۱۸ تصویب شد و در نوامبر ۲۰۱۹ اجرایی شد، همه مدارس فرانسه موظفند حداقل یک وعده غذای بدون گوشت در هفته سرو کنند. بر اساس تحقیقات اخیر Greenpeace، در سپتامبر ۲۰۲۰، ۷۳ درصد از مهد کودک‌ها و مدارس ابتدایی فرانسه حداقل یک وعده غذایی بدون گوشت در هفته ارائه می‌دهند.
یک تحقیق توسط Appetite نشان داد که زنان فرانسوی بیشتر از مردان فرانسوی به گیاه‌خواری علاقه‌مند اند.

### آلمان
در سال ۱۸۸۹، اولین «کنگره بین‌المللی گیاه‌خواری» در شهر کلن آلمان تشکیل شد.
در سال ۲۰۱۶ آلمان بالاترین درصد گیاه‌خواران (۷٫۸ میلیون، ۱۰٪ از کل جمعیت) و وگان‌ها (۹۰۰۰۰۰، ۱٫۱٪ از کل جمعیت) را در غرب مدرن داشت. یک نظرسنجی توسط «فورسا» همچنین نشان داد که تقریباً ۴۲ میلیون نفر در آلمان به‌عنوان گیاه‌خوار انعطاف‌پذیر یا «نیمه گیاه‌خوار» شناخته می‌شوند بدین معنی که به‌طور موقت گیاه‌خوار اند یا مصرف کم گوشت دارند. دلیل رایج بودن گیاه‌خواری در آلمان یکسان نیست، اما به نظر می‌رسد این جنبش رشد زیادی را از طریق تبلیغات در رسانه‌ها و ارائه غذاهای غیر گوشتی بیشتر تجربه کرده‌است.

### مجارستان
تاریخ ثبت شده گیاه‌خواری در این کشور با راه اندازی انجمن گیاه‌خواران مجارستان (HVS) در سال ۱۸۸۳ آغاز شد. در طول این زمان، گیاه‌خواری رایج شد زیرا با ایده‌های عصر جدید سازگار بود. در سال ۱۹۱۱، اولین رستوران گیاهی مجارستان در Vámház Körút افتتاح شد. در دهه ۵۰ میلادی، HVS فعالیت خود را متوقف کرد و گیاه‌خواری در فرهنگ عامه کاهش یافت. گیاه‌خواری در مجارستان بعداً در سال ۱۹۸۹ با سقوط سوسیالیسم احیا شد.

### ایسلند
بر اساس گزارش Iceland Monitor در سال ۲۰۱۶، در ایسلند بیش از هر کشور دیگری در اروپا رستوران‌های گیاهی مطابق سرانه این کشور وجود دارد و این آمار توسط HappyCow ثبت شده‌است.

### ایرلند
در حالی که گوشت و محصولات لبنی به‌طور سنتی در رژیم غذایی ایرلندی برجسته بوده‌است، گیاه‌خواری و وگانیسم در دهه‌های اخیر رشد سریعی را در این کشور تجربه کرده‌است. در سال ۲۰۱۸، یک مطالعه توسط Bord Bia؛ یک آژانس دولتی که به دنبال حمایت و ترویج صنعت کشاورزی این کشور است، نشان داد که ۵٫۱٪ از جمعیت ایرلند در حال حاضر گیاه‌خوار و حداکثر ۳٫۵٪ وگان هستند. ۱۰ درصد دیگر نیز به عنوان نوعی انعطاف‌پذیر توصیف شدند، به این معنی که آنها هنوز مقداری گوشت و محصولات لبنی مصرف می‌کردند اما به دنبال به حداقل رساندن مقدار محصولات حیوانی در رژیم غذایی خود بودند. شرکت‌کنندگان طیفی از دلایل را برای انتخاب رژیم غذایی خود معرفی کردند، اما سلامت و تندرستی و نگرانی‌های محیط زیستی از رایج‌ترین عوامل ذکر شده بودند.

### هلند
در سال ۲۰۰۶ گزارش شد که فروش محصولات جایگزین گوشت رشد سالانه ای حدود ۲۵ درصد داشته‌است که آن را به یکی از بازارهایی با رشد سریع در هلند تبدیل کرده‌است. در سوپرمارکت‌ها و فروشگاه‌ها، گاهی لازم است که چاپ ریز روی محصولات را بخوانید تا مطمئن شوید که مواد منشأ حیوانی ندارند. با این حال، محصولات گیاهی به‌طور فزاینده ای با برچسب بین‌المللی "V-label" که توسط انجمن گیاه‌خواران هلندی Vegetarisch Keurmerk نظارت می‌شود، برچسب گذاری می‌شوند.
در یک مطالعه در مارس ۲۰۲۰ که توسط Nederlandse Vegetariërsbond (اتحادیه گیاه‌خواران هلند) منتشر شد، محاسباتی برای مستندسازی انواع مختلف گیاه‌خواران انجام شد. ۴ تا ۶ درصد از مردم هلند (حدود ۸۶۰۰۰۰ نفر) گزارش کردند که هرگز گوشت نخورده‌اند. از این آمار، ۲٪ خود را «گیاه‌خوار» می‌نامند و حدود ۱٪ خود را وگان توصیف می‌کنند. ۱ تا ۳ درصد باقیمانده تنها ماهی خوار بودند.
در ژوئیه ۲۰۲۰، Nederlandse Vereniging voor Veganisme تعداد وگان‌ها در هلند را ۱۵۰۰۰۰ نفر تخمین زد. این تقریباً ۰٫۹٪ از جمعیت هلند است.

### لهستان
پایتخت لهستان؛ ورشو، در فهرست برترین شهرهای وگان جهان در سال ۲۰۱۹ توسط HappyCow معرفی شده‌است.

### پرتغال

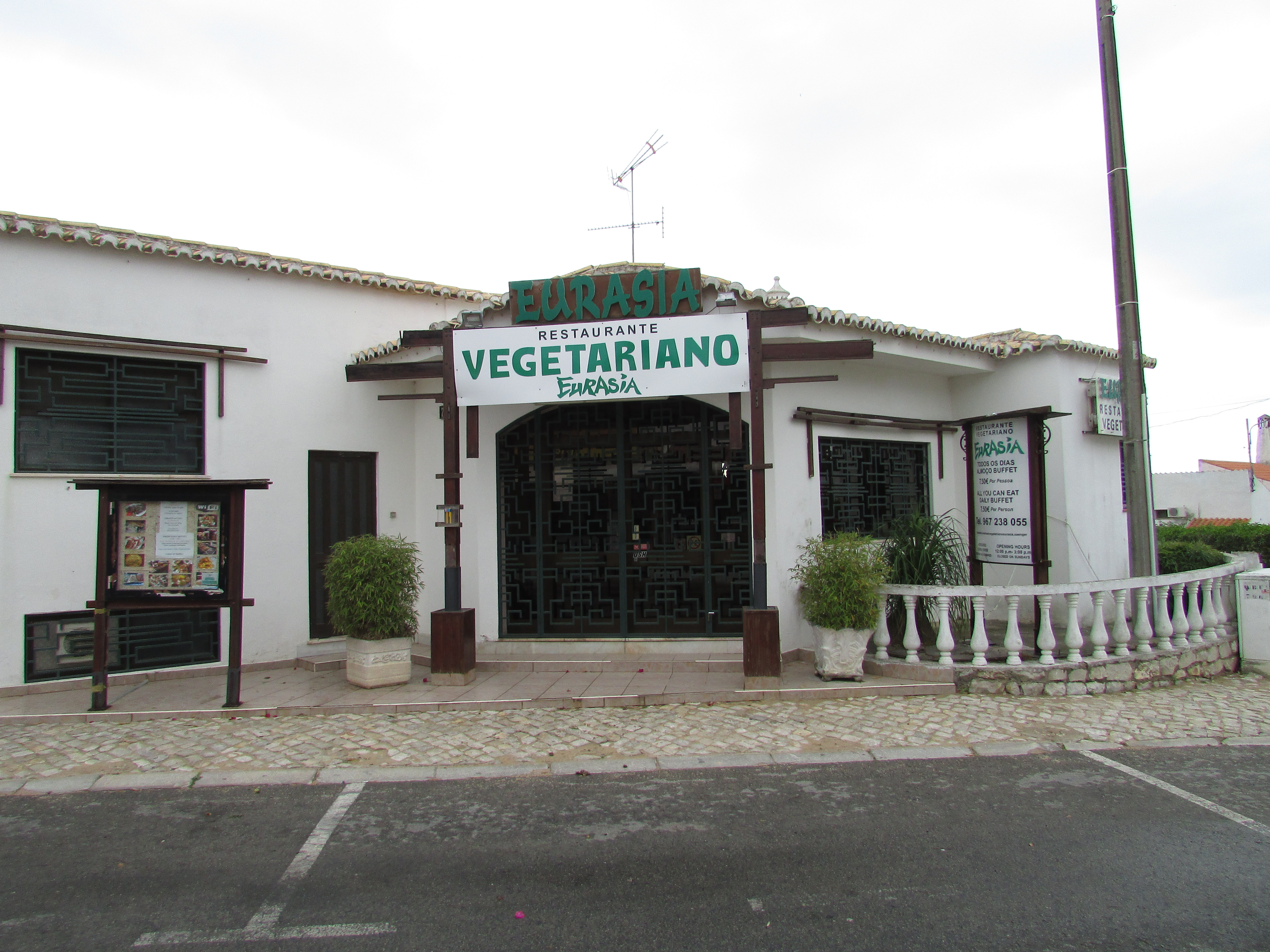
یک رستوران گیاهی در آلگاروه، پرتغال

در سال ۲۰۰۷، تعداد گیاه‌خواران در پرتغال ۳۰۰۰۰ تخمین زده می‌شد که برابر با کمتر از ۰٫۳ درصد جمعیت این کشور است. در سال ۲۰۱۴، این تعداد ۲۰۰۰۰۰ نفر تخمین زده شد. محصولات گیاهی و وگان مانند شیر سویا، ماست سویا و توفو به‌طور گسترده در مغازه‌های این کشور در دسترس هستند و در سراسر کشور به فروش می‌رسند. بر اساس گزارش HappyCow، لیسبون ششمین شهر جهان از نظر تعداد سرانه رستوران‌های گیاهی است که بیش از هر شهر اروپایی دیگری است.

### رومانی
پیروان کلیسای ارتدوکس رومانیایی در چندین دوره در تقویم کلیسایی تقریباً روزه می‌گیرند. در سنت ارتدکس رومانی، پیروان این کلیسا در این زمان‌ها رژیم غذایی بدون هیچ گونه فرآورده حیوانی خواهند داشت. در نتیجه، غذاهای گیاهی در فروشگاه‌ها و رستوران‌ها فراوان است. با این حال، ممکن است گیاه‌خواری یا وگانیسم در این کشور چندان شناخته شده نباشد.

### روسیه
گیاه‌خواری در روسیه برای اولین بار در سال ۱۹۰۱ با افتتاح اولین انجمن گیاه‌خواری در سن پترزبورگ شهرت یافت. پس از فروپاشی اتحاد جماهیر شوروی در سال ۱۹۹۱، گیاه‌خواری تا حد زیادی در این کشور رشد کرد. گیاه‌خواران روسی عمدتاً کسانی بودند که ثروتمند و تحصیل کرده بودند.

### اسپانیا
تعداد رستوران‌ها و فروشگاه‌های مواد غذایی که به‌طور انحصاری یا تا حدی به گیاه‌خواران و وگان‌ها اختصاص یافته و غذاهای گیاهی ارائه می‌کنند، از سال ۲۰۱۱ در اسپانیا بیش از دو برابر شده‌است. انقلاب سبز ادعا می‌کند که در مجموع ۸۰۰ مورد رستوران گیاهی تا پایان سال ۲۰۱۶ در این کشور وجود داشته‌است.

### انگلستان
انجمن گیاه‌خواران در سال ۱۸۴۷ در بریتانیا تشکیل شد. در سال ۱۹۴۴، یک گروه از این انجمن جدا شد و انجمن وگان‌ها را تشکیل داد.
یک مطالعه در سال ۲۰۱۸ توسط comparethemarket.com نشان داد که تقریباً ۷٪ از مردم بریتانیا وگان بودند، در حالی که ۱۴٪ مردم خود را گیاه‌خوار معرفی کردند. با این حال، نتایج این مطالعه توسط مجمع وگان‌ها مورد سؤال قرار گرفت و اعلام شد که این نمونه آمار بر اساس بررسی تنها ۲۰۰۰ نفر بود. طبق نظرسنجی بزرگتر این انجمن، تعداد وگان‌ها از سال ۲۰۱۴ تا ۲۰۱۸ چهار برابر شده‌است. در سال ۲۰۱۸ تقریباً ۶۰۰۰۰۰ نفر گیاه‌خوار در بریتانیا وجود داشت که معادل ۱٫۱۶٪ از کل جمعیت بریتانیا می‌شد. علاوه بر این، ۳۱ درصد افراد این کشور به دلایل بهداشتی یا اخلاقی گوشت کمتری می‌خورند و ۱۹ درصد محصولات لبنی کمتری مصرف می‌کنند.
نظرسنجی YouGov در سال ۲۰۲۱ نشان داد که ۸ درصد از پاسخ دهندگان از رژیم غذایی گیاهی پیروی می‌کنند و بیش از یک سوم افراد علاقه‌مند به وگان شدن هستند.

## آمریکای شمالی

### کانادا
در کانادا، گیاه‌خواری در حال افزایش است. یک نظرسنجی در سال ۲۰۱۸ توسط محقق دانشگاه دالهاوزی؛ سیلوین چارلبوا، نشان داد که ۹٫۴ درصد از بزرگسالان کانادایی خود را وگان یا گیاه‌خوار می‌دانند. این آمار شامل ۲٫۳ میلیون گیاه‌خوار (۷٫۱٪ از جمعیت کانادا) و بیشتر از ۸۵۰۰۰۰ نفر وگان (حدود ۲٫۳٪ از جمعیت کانادا) بود و در مقایسه با ۱۵ سال گذشته (۹۰۰۰۰۰ نفر) آمار رو به پیشرفتی را نشان می‌داد. از آنجایی که اکثر گیاه‌خواران کانادا زیر ۳۵ سال سن دارند، انتظار می‌رود آمار گیاه‌خواری در این کشور همچنان در حال افزایش باشد.

### ایالات متحده آمریکا
در سال ۱۹۷۱، ۱ درصد از شهروندان ایالات متحده خود را گیاه‌خوار توصیف کردند. در سال ۲۰۰۹ هریس اینتراکتیو اعلام کرد که ۳٫۴ درصد گیاه‌خوار و ۰٫۸ درصد وگان هستند. فروش غذاهای گیاهی در ایالات متحده (محصولاتی همچون جایگزین‌های لبنیات مانند شیر سویا و جایگزین‌های گوشت مانند پروتئین بافت‌دار گیاهی) در بین سال‌های ۱۹۹۸ و ۲۰۰۳ دو برابر شد و در سال ۲۰۰۳ به ۱٫۶ میلیارد دلار رسید. در سال ۲۰۱۵، یک نظرسنجی ملی از افراد ۱۸ ساله و بالاتر نشان داد که هشت میلیون آمریکایی یا ۳٫۴٪ رژیم غذایی صرفاً گیاهی داشتند و یک میلیون یا ۰٫۴٪ کاملاً وگان هستند. یک نظرسنجی گالوپ در سال ۲۰۱۸ تخمین زد که ۵ درصد از بزرگسالان آمریکایی خود را گیاه‌خوار می‌دانند. آمریکایی‌های مسن‌تر کمتر احتمال دارد که گیاه‌خوار باشند، تنها ۲ درصد از بزرگسالان ۵۵ ساله و بالاتر گفته‌اند که از رژیم گیاه‌خواری پیروی می‌کنند. نسل‌های جوان‌تر آمریکایی بیشتر احتمال دارد که گیاه‌خوار باشند، زیرا ۷ درصد از افراد ۳۵ تا ۵۴ ساله و ۸ درصد از افراد ۱۸ تا ۳۴ ساله از رژیم گیاه‌خواری پیروی می‌کنند.
بسیاری از کودکان آمریکایی که والدینشان از رژیم‌های گیاه‌خواری پیروی می‌کنند به دلایل مختلف از آنها پیروی می‌کنند. در اولین برآورد دولت از تعداد کودکانی که از خوردن گوشت اجتناب می‌کنند، مطابق نظرسنجی CDC که از افراد ۰ تا ۱۷ سال گرفته شد حدود ۲۰۰ نفر بوده‌است.
طبق قوانین ایالات متحده، بسته‌بندی مواد غذایی توسط سازمان غذا و دارو تنظیم می‌شود و به‌طور کلی باید با لیستی از تمام مواد تشکیل دهنده آن‌ها همراه باشد و برچسب کامل زده شود. با این حال، استثناهایی نیز وجود دارد.

## اقیانوسیه

### استرالیا
در استرالیا، برخی از تولیدکنندگانی که کارشان ارائه محصولات برای گیاه‌خواران است، بر روی غذاهای خود برچسب «مناسب برای گیاه‌خواران» می‌زنند. با این حال، برای غذاهایی که از این کشور برای صادرات به بریتانیا استفاده می‌شوند، این برچسب می‌تواند واقعی نباشد چرا که طعم دهنده‌هایی که در لیست مواد تشکیل دهنده آنهاست نیاز به شفاف سازی دارند که واقعاً از مواد گیاهی به دست می‌آیند یا خیر. به این ترتیب، «طعم دهنده‌ها» در این مواد ممکن است از منابع گیاهی یا حیوانی حاصل شود که در این برچسب‌ها مشخص نشده‌است.
سازمان‌های حقوق جانوران مانند Animal Liberation رژیم‌های غذایی وگان و گیاه‌خواری را در این کشور ترویج می‌کنند، همچنین «هفته گیاه‌خواری» هر سال از ۱ تا ۷ اکتبر در استرالیا برگزار می‌شود. شرکت‌های مواد غذایی با تولید جایگزین‌های گوشت برای غذاهای محبوب مانند سوسیس و اسپاگتی بولونیزی، از تعداد روزافزون گیاه‌خواران برای پیشرفت صنایع خود استفاده می‌کنند.
یک نظرسنجی Newspoll در سال ۲۰۰۰ (به سفارش Sanitarium) نشان می‌دهد که ۴۴٪ استرالیایی‌ها گزارش داده‌اند که حداقل یک وعده غذای بدون گوشت در هفته را ترجیح می‌دهند، همچنین ۱۸٪ گفته‌اند که غذاهای گیاهی را به‌جای وعده غذاهای خود ترجیح می‌دهند.

### نیوزلند
مانند استرالیا، در نیوزیلند اصطلاح «گیاه‌خوار» به افرادی گفته می‌شود که گوشت جانورانی مانند خوک، مرغ و ماهی را مصرف نمی‌کنند اما ممکن است محصولات حیوانی دیگری مانند شیر و تخم مرغ مصرف کنند. در مقابل، اصطلاح «وگان» برای توصیف کسانی استفاده می‌شود که هیچ گونه فرآورده ای که از جانوران مشتق می‌شود را نمی‌خورند و مصرف نمی‌کنند. در سال ۲۰۰۲، گیاه‌خواران نیوزلند آماری حدود ۱ تا ۲ درصد از جمعیت ۴٫۵ میلیون نفری این کشور را تشکیل می‌دادند. تا سال ۲۰۱۱، تحقیقات «روی مورگان» ادعا کرد که تعداد نیوزلندی‌هایی که رژیم گیاه‌خواری دارند (وگان و گیاه‌خوار باهم)، ۸٫۱ درصد بوده که در سال ۲۰۱۵ به ۱۰٫۳ درصد افزایش یافته‌است (مردان با داشتن بیش از ۶۰ درصد رشد بیشترین رشد را در این آمار داشته‌اند، افزایش درصدی از ۵٫۷ درصد به ۹٫۳ درصد).
در این کشور همچون استرالیا ابهامات زیادی در مورد مواد تشکیل دهنده «طعم دهنده‌ها» وجود دارد.

## آمریکای لاتین
بر اساس یکی از نظرسنجی‌های نیلسن در مورد ترجیحات غذایی در سال ۲۰۱۶، گیاه‌خواران ۸ درصد و وگان‌ها ۴ درصد از جمعیت را در سرتاسر آمریکای لاتین تشکیل می‌دهند که بیشترین تعداد هر دو در مکزیک است.

### برزیل
در سال ۲۰۰۴، مارلی وینکلر، رئیس انجمن گیاه‌خواران برزیل، ادعا کرد که ۵ درصد از جمعیت این کشور گیاه‌خوار هستند. بر اساس یک نظرسنجی که در سال ۲۰۱۲ توسط مؤسسه آمار و افکار عمومی برزیل انجام شد، ۸ درصد از جمعیت، یا ۱۵٫۲ میلیون نفر، خود را گیاه‌خوار معرفی کردند. شهر سائوپائولو بیشترین تعداد گیاه‌خواران را داشت در حالی که فورتالزا با ۱۴ درصد از کل جمعیت بیشترین آمار وگان‌ها را نسبت به کل درصد جمعیت را داشت. یک نظرسنجی جدید که توسط مؤسسه آمار و افکار عمومی برزیل در سال ۲۰۱۸ انجام شد، نشان داد که نسبت جمعیتی که به عنوان گیاه‌خوار شناخته می‌شوند به ۱۴ درصد (۷۵ درصد افزایش نسبت به سال ۲۰۱۲) افزایش یافته‌است که نشان دهنده ۲۹ میلیون نفر گیاه‌خوار در برزیل است. بر اساس گزارش نیویورک تایمز، تعداد گیاه‌خواران در برزیل، بزرگ‌ترین صادرکننده گوشت در جهان، تنها در شش سال تقریباً دو برابر شده‌است.

### آرژانتین
در آرژانتین تخمین زده می‌شود که حدود ۱ تا ۲ درصد از کل جمعیت گیاه‌خوار هستند.